# Zune
Zune fue la marca de la tienda de medios digitales desarrollado por Microsoft que incluía una línea de reproductores multimedia portátiles descontinuados en 2012, un reproductor de medios digitales para máquinas con Windows, un servicio de suscripción de música conocido como "Zune Music Pass", música y servicios de streaming de vídeo para la consola de juegos Xbox 360, y el reproductor de medios de Windows Phone.
Los dispositivos Zune fueron descontinuados en octubre de 2011. En junio de 2012, Microsoft suspendió definitivamente la marca "Zune", en cambio se ofrecieron sus servicios de medios digitales para su línea de productos (incluidos Windows 8, Xbox 360, y Windows Phone) bajo la marca "Xbox Music". En 2015, Xbox Music se renombró a "Groove Music" con Windows 10 heredando las funciones de Zune y Xbox con el Groove Music Pass. Así la variante de Zune Video pasa a llamarse "Movies & TV".

## Dispositivos
La primera generación de dispositivos Zune fue creada por Microsoft con cercana cooperación de Toshiba. Estos fueron desarrollados por J Allard, quien previamente estuvo en el equipo de la Xbox 360, y desarrolladores de Xbox y MSN Music Store, quienes trabajaron en "Alexandria", lo que se convertiría en el Zune Marketplace. Por razones desconocidas, ningún modelo Zune cumple las especiaciones PlayForSure que la propia Microsoft licenciaba a otros fabricantes de reproductores portátiles en materia de DRM y utilidades compatibles con el Reproductor de Windows Media, teniendo que desarrollarse el Zune Software para gestionar los Zune.
A partir del 13 de noviembre de 2007, Microsoft empezó a vender en los Estados Unidos la segunda generación del reproductor de música digital Zune, fabricados por Flextronics, que incluyeron el Zune Pad, que era sensible al tacto. Estos dispositivos venían en versiones de 4, 8, 30, y 80 GB. Al mismo tiempo, el software Zune 2.0 fue lanzado para las PCs con Windows. Esta versión fue completamente reescrita y traía una nueva interfaz.
Los modelos de más capacidad (30, 80 y 120), utiliza un disco duro para almacenar archivos, ya sean de música, fotografía o vídeo. Este modelo es capaz de reproducir formatos MP3, WMA, WMA Lossless, WMA DRM (Digital Rights Management), la versión DRM de Zune Pass, así como vídeos codificados con WMV, h.264 y MPEG-4. La pantalla LCD es de 3,2 pulgadas y con una resolución de 320x240 píxeles. Además, todas las versiones de Zune (4, 8, 30, 80 y 120 GB) cuentan con sintonizador de radio FM con RDS y la capacidad de sincronizarse con un ordenador de forma inalámbrica para transferir archivos a través de WiFi.
Los modelos de 4 y 8 GB utilizban memoria flash para almacenar los archivos, lo que les permite tener unas dimensiones más reducidas que el de 80 GB. Con una pantalla de 1,8 pulgadas y una resolución de 320x240 píxeles, pueden reproducir los mismos formatos de audio y vídeo que la versión mayor. El Zune 80 GB cuesta 250 dólares, mientras que el de 8 GB tiene un precio de 200 dólares y el de 4 GB 150 dólares.
Tal y como anunció a Efe a principios de octubre el director de marketing del gigante informático, los tres reproductores cuentan con menús en español, al igual que la tienda de música digital en Internet para el Zune, "Zune Marketplace". Señaló, también, que "El nuevo Zune es una alternativa a los otros reproductores de música digital" y que el público latino en EE. UU. "lo acogerá muy bien".
|                             |
| Los modelos Zune originales |

|                |
| Zune de 120 GB |

|                       |
| Comercial de Zune HD. |

|              |
| Zune de 4 GB |

### Zune HD
Zune HD fue la última versión de la familia Zune de Microsoft, éste fue lanzado el 15 de septiembre de 2009, contaba con la plataforma Nvidia Tegra; pese a llamarse HD, la pantalla del dispositivo es solo 480x272 pixeles y únicamente con un dock opcional podía mostrar videos HD al conectar con un televisor de alta definición. Otra funciona promocionada era el HD Radio en el Zune HD. Se trata de una radio tradicional evolucionada, con una FM con calidad de CD de audio, y con una AM con calidad similar a la propia radio FM, según indican en la página de la tecnología. El receptor viene integrado dentro de Zune HD, con lo que no se necesitan accesorios adicionales como ocurre con algunos otros reproductores.
Microsoft afirmó que el Zune HD tendría funcionalidades compartidas con la consola Xbox 360, siendo posiblemente algún método de control o reproducción desde el reproductor a la consola, o viceversa. Aunque esta función nunca fue implementada.
El 3 de octubre de 2011, Microsoft anunció que se cancela toda la gama de dispositivos Zune a favor de los teléfonos Windows Phone 7.

### Ventas
El 6 de mayo de 2008, Microsoft anunció que vendió más de 2 millones de dispositivos Zune. Cerca de 1 millón de estos fueron vendidos desde la introducción de la segunda generación de Zunes en noviembre de 2007.
En enero de 2009, Microsoft informó que las ventas de Zune cayeron $100 millones entre 2007 y 2008. El Wall Street Journal estimó que las ventas fueron de $185 millones durante el período de las fiestas de 2007 a solo $85 millones en 2008. Esto puede ser posible a la decisión por parte de la compañía de no actualizar substancialmente el hardware a fines de 2008.

### Especificaciones del Zune Primera Generación
- Altura: 11,2 cm (4,4”)
- Ancho: 6,1 cm (2,4”)
- Espesor: 1,4 cm (0,58”)
- Pantalla: QVGA de 3 pulgadas (240x320 pixeles, 65.636 colores)
- Peso: 159 gramos
- Medio de almacenamiento: Disco rígido de 30GB
- Wi-fi 802.11 b/g (para compartir muestras de canciones, listas de reproducción e imágenes entre dispositivos Zune cercanos)
- Receptor FM 76-108 MHz, RDS (Radio Data System)
- Batería recargable de Ion de litio, 3,7 V 800mA
- Salida de TV: NTSC, PAL, ACP (Macrovision 7)
- Formatos de Audio: MP3, WMA, AAC, Zune Marketplace (Audio protegido con DRM)
- Formatos de Vídeo: WMV MP4
- Formatos de Imágenes: JPG

### Especificaciones del Zune HD
- Pantalla de 3.3 pulgadas OLED (480x272 relación de aspecto 16:9)
- Dimensiones: 2.07"x4.08"x.35" (52.7 mm x 102.1 mm x 8.9 mm)
- Peso: 74 gramos
- Nvidia Tegra APX
- Tecnología multitáctil
- 16/32/64 GB de almacenamiento
- Acelerómetro integrado
- Radio HD/FM
- 720p vídeo de alta definición de salida (dock adicional requerido)
- Wi-Fi 802.11b/g con Open, WEP, WPA, and WPA2
- Explorador web (basado en Internet Explorer Mobile 6 para Windows CE)
- Juegos
- Soporte Unicode
- Ecualizador
- Música, hasta 33 horas (Wi-Fi apagado); vídeo, hasta 8.5 horas
- Batería: 3.7 Volt, 730 mAh Lithium-Ion Polymer battery

### Características generales
- Capacidad de reproducción de música y videos.
- Visualización de fotografías en formato JPG, función slideshow.
- Compartir contenido de forma inalámbrica de Zune a Zune. Las canciones enviadas por Wi-Fi podrán ser reproducidas tres veces.
- La interfaz gráfica del reproductor puede personalizarse con tus propias imágenes (fondo de pantalla).
- Navegación de música por álbumes (con vistas previas de las carátulas), artistas, géneros, canciones y listas de reproducción.
- Navegación de video por nombre, musicales y películas.
- Navegación de imágenes por fecha de captura y carpeta.
- Radio FM muestra las etiquetas transmitidas por las emisoras de radio que pueden incluir nombre de la emisora, título del programa y de la canción respectivamente.
- Tres zonas de programación de radio (Norteamérica, Europa y Japón).
- Salida de audio y video para conexión al televisor o a un equipo de audio.
- El software de Zune puede importar automáticamente la música, fotografías y videos no protegidos desde iTunes o el Reproductor de Windows Media.
- El software (Firmware) de Zune es actualizable.
- Menús del dispositivo y software de Zune disponibles en inglés, Español y Francés.
- Conectividad con Xbox 360 y Windows Media Center.
- Disponible en colores blanco, negro, marrón, rojo, verde(4y8gb) y rosa.
- Una Característica poco conocida del Zune es la de Reverse Sync (sincronización inversa) la cual permite descargar al pc home del reproductor la música que se le ha copiado en otros PCs.
- Posibilidad de sincronizar contenido con el PC sin utilizar cables (usando la conexión WiFi) gran ventaja que tiene sobre el iPod.

### Accesorios
El Zune viene con auriculares, cable de datos USB y una funda para guardarlo. También tiene accesorios que se venden por separado como:
- Cargadores (tanto para tomas de corriente como para vehículos)
- Accesorios A/V (cables Audio/Video, Transmisores FM, auriculares premium, cables USB)
- Bases (dock stations)
- Altavoces multimedia
- Control remoto inalámbrico (para ser usado con la base de Zune)
- Bolsos y fundas
- Protectores de pantalla (para evitar rayas en la superficie de la pantalla)

Estos son fabricados tanto por Microsoft como también por otras empresas.
Como dato adicional, se sabe que el control remoto inalámbrico del Zune es compatible con la Xbox 360.[cita requerida]

### Problemas
- Al igual que el iPod, el Zune solo puede sincronizarse con un software específico.
- Los CD de instalación no tenían los drivers necesarios para el Zune, estos se conseguían por separado en la página oficial del Zune. La versión 3.1 del software incluye los drivers en una carpeta /zune/driver (a veces) dentro de la carpeta de instalación.

## Zune Software
El software Zune es un organizador de medios para windows XP, Vista, 7 y 8 a su vez con acceso al Zune Marketplace (después renombrado Xbox Music), y un servicio de streaming de medios digitales. Originalmente estaba basado en Windows Media Player 11 y se convirtió en una extensión del existente, pero con la versión 2.0 del software, evolucionó de forma independiente en siguientes actualizaciones.

Este software también se utiliza para sincronizar todos los dispositivos Zune, además de todos los teléfonos que tengan Windows Phone 7 o Microsoft KIN. La interfaz utiliza el diseño Modern UI.
Fue descontinuado el 16 de octubre de 2012, aunque aún está disponible en el Download Center del sitio web de Microsoft.

Al igual que otros organizadores de medios, permite ripear CDs, organizar los álbumes de tu biblioteca, sincronizar con tu dispositivo Zune, o comprar canciones desde el Marketplace (hoy xbox music) y streaming de archivos a otras PCs, Xbox 360 y compatibles. El software de Zune también permite la organización de los metadatos de la canción. Se puede descargar automáticamente la carátula del álbum, entre otras etiquetas.
Tenía una función llamada Zune Social, que envía el historial de canciones hacía un perfil web dentro de zune.net. Eliminado con el cambio a Xbox Music.
|        | Formatos admitidos                                                     |
| ------ | ---------------------------------------------------------------------- |
| Audio  | MP3, AAC (Sin DRM),.mp4,.m4b,.mov, WMA (standard, pro, lossless)       |
| Video  | MPEG4 (in.mp4,.m4v and.mov), H.264 (.mp4,.m4v and.mov ), WMV, ASF, AVI |
| Imagen | JPEG                                                                   |

## Zune OS

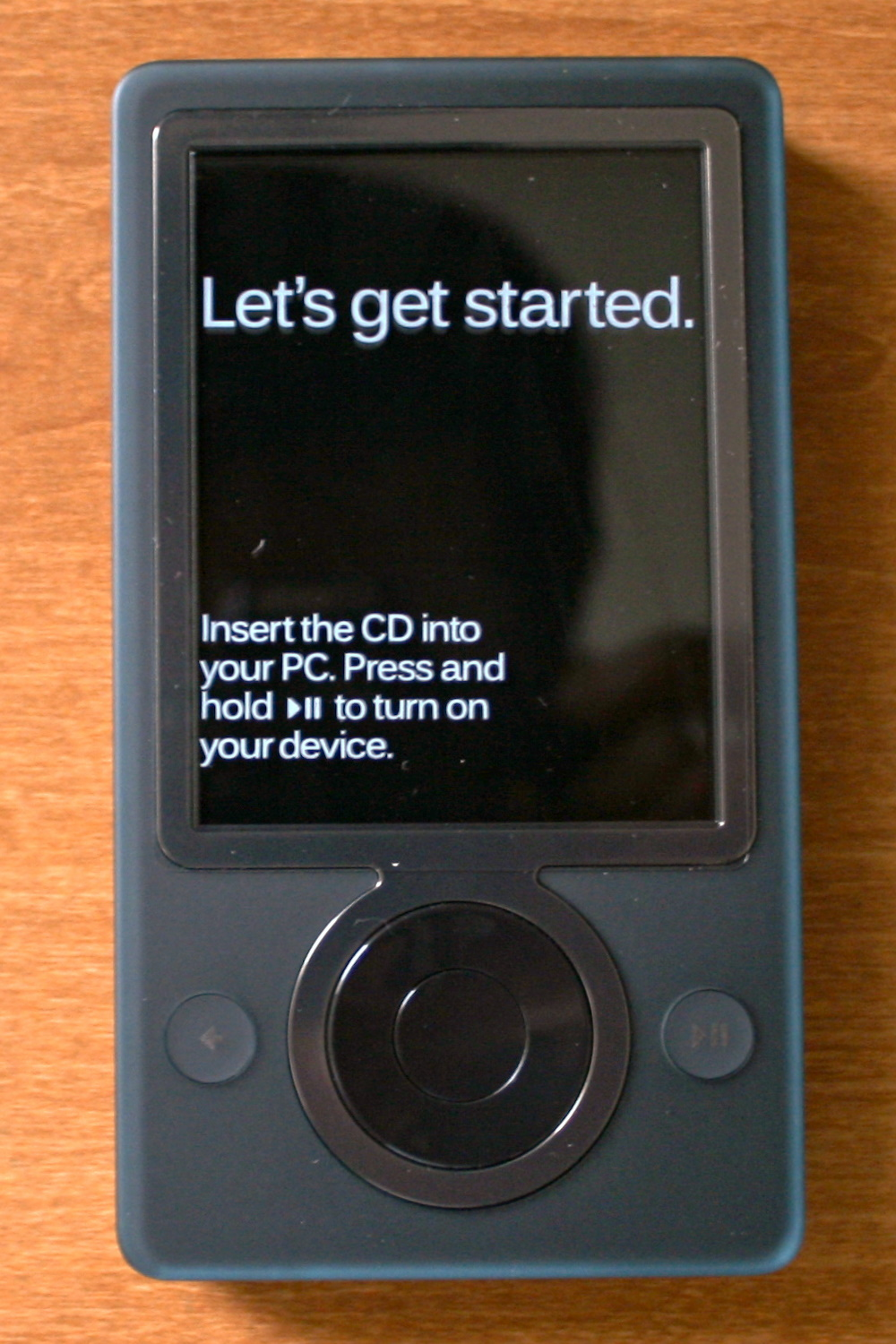
Microsoft Zune de color negro.

Zune OS es el sistema operativo (RAWR) que toda la línea de reproductores Zune utilizó desde el Zune 30 hasta el Zune HD 64. Zune Software está alineado a la par con este sistema, pues cada versión del software y del SO tienen cambios y soporte de nuevos dispositivos. El sistema utiliza Modern UI como interfaz de usuario por defecto y las aplicaciones compatibles con este SO están empaquetadas bajo la extensión .ccgame y se desarrollan con XNA Framework 3.1, pues este ya no tiene soporte en XNA Framework 4.0. Su última versión se lanzó el 19 de agosto de 2011 y fue la 4.8, con número de build 2345.